# Association internationale de science politique
L’Association internationale de science politique (AISP) est une association savante internationale dont l'objectif est la promotion et l'avancement de la science politique par la collaboration de savants des différentes parties du monde. Elle organise des congrès mondiaux et autres activités universitaires ; aussi, elle fournit  des services de documentation et de référence afin de faciliter la diffusion de l’information afférente à la science politique. Elle promeut la recherche internationale planifiée.

## Histoire
L'AISP est fondée sous les auspices de l’UNESCO en 1949, sous l'impulsion d'enseignants-chercheurs de l'Institut d'études politiques de Paris.
Les associations nationales de science politique sont la base de l’AISP depuis ses débuts. Ses membres fondateurs incluent les associations de science politique américaine, canadienne, française et indienne. En 1960, 24 autres associations avaient joint leur rang. Depuis, l’adhésion collective a connu une croissance constante, comptant aujourd’hui 52 associations membres.
Chaque membre collectif est représenté au sein du Conseil, l’organe central de l’AISP. Le Conseil dicte les lignes directrices de l’association et nomme le Comité exécutif, lequel est responsable de la conduite des affaires courantes.
Les adhésions individuelles et institutionnelles de l’AISP ont été introduites au début des années 1950. Ayant seulement 52 membres en 1952, l’adhésion individuelle compte de nos jours plus de 3 600 membres. L’adhésion institutionnelle, ouverte aux institutions impliquées dans la recherche et l’enseignement de la science politique se situe à environ 120 institutions membres.
Les activités académiques de l’AISP reposent sur trois bases principales : 1) organiser un congrès mondial triennal et autres événements académiques ; 2) promouvoir la recherche en science politique, notamment par un vaste réseau de plus de 50 réseaux de chercheurs (RC) et 3) s’engager dans un programme extensif de publication.
Le congrès triennal est l’activité académique principale de l’AISP. Ayant débuté en 1950 et 1952, le congrès mondial a eu lieu à tous les trois ans depuis. Au fil des ans, il est devenu un événement scientifique international majeur, attirant habituellement environ 2000 participants. En plus de cet événement majeur, l’AISP participe à d’autres types de rencontres académiques, tels que des conférences, des tables-rondes et des ateliers.
Depuis les années 1970, les activités des RC sont dans les plus dynamiques de l’AISP. En plus d’organiser des ateliers lors des congrès, les RC organisent leurs propres rencontres entre les congrès et publient des lettres d’informations et autres publications et autres. L’AISP compte présentement 50 RC.
L’AISP est extrêmement actif dans le domaine de la publication. Le programme de publication extensif inclut : Documentation politique internationale (1951), la Revue internationale de science politique (1980) et le bulletin de l’association, Participation (1977). Depuis peu, l’AISP offre aussi une publication en ligne, le Portail AISP et un courriel d’information mensuel, la Newsletter.
L’AISP détient un statut consultatif auprès du Conseil économique et social des Nations unies (ECOSOC) et de l’Organisation des Nations unies pour l’éducation, la science et la culture (UNESCO), en plus d’être membre du Conseil international des sciences sociales et du Global Development Network.

## Présidents de l'AISP
- Quincy Wright, université de Chicago (1949-1952)
- William A Robson, London School of Economics (1952-1955)
- James K Pollock, université du Michigan (1955-1958)
- Jacques Chapsal, Fondation nationale des sciences politiques, Paris (1958-1961)
- D. N. Chester, Nuffield College, Oxford (1961-1964)
- Jacques Freymond, IUHEI, Genève (1964-1967)
- Carl Joachim Friedrich, université Harvard (1967-1970)
- Stein Rokkan, université de Bergen (1970-1973)
- Jean Laponce, université de la Colombie-Britannique (1973-1976)
- Karl Deutsch, université Harvard (1976-1979)
- Candido Mendes, SBI, Rio de Janeiro (1979-1982)
- Klaus von Beyme, université de Heidelberg (1982-1985)
- Kinhide Mushakoji, UN University, Tokyo (1985-1988)
- Guillermo O’Donnell, CEBRAP, São Paulo/Notre Dame (1988-1991)
- Carole Pateman, université de Californie à Los Angeles (1991-1994)
- Jean Leca, Fondation nationale des sciences politiques, Paris (1994-1997)
- Theodore J Lowi, université Cornell (1997-2000)
- Dalchoong Kim, Yonsei University (2000-2003)
- Max Kaase, International University of Bremen (2003-2006)
- Lourdes Sola, université de São Paulo (2006-2009)
- Leonardo Morlino, université de Florence (2009-2012)
- Helen Milner, université de Princeton (2012-2014)
- Aiji Tanaka (2012-)

## Secrétaire généraux de l'AISP
- François Goguel, Fondation nationale des sciences politiques, Paris (1949-1950)
- Jean Meynaud, Fondation nationale des sciences politiques, Paris (1950-1955)
- John Goormaghtigh, Bruxelles (1955-1960)
- Serge Hurtig, Fondation nationale des sciences politiques, Paris (1960-1967)
- André Philippart, Carnegie Endowment, Bruxelles (1967-1976)
- John Trent, université d'Ottawa (1976-1988)
- Francesco Kjellberg, université d'Oslo (1988-1994)
- John Coakley, University College Dublin (1994-2000)
- Guy Lachapelle, université Concordia (2000-2012)